# Aphyosemion
Aphyosemion ist eine Gattung von Süßwasserfischen aus der Gruppe der Prachtkärpflinge in der Familie Nothobranchiidae. Der wissenschaftliche Name kommt aus dem Griechischen und bezieht sich auf die ausgezogene Rücken- und Schwanzflosse vieler Arten („aphye“ = kleiner Fisch, Sardelle; „semeion“ = Fähnchen, Wimpel).

## Verbreitungsgebiet
Das Verbreitungsgebiet erstreckt sich auf West- und Zentralafrika und reicht von der Elfenbeinküste bis zum nördlichen und zentralen Kongobecken. Verbreitungsgrenze im Osten ist der Große Afrikanische Grabenbruch, den die Gattung nicht erreicht. Im Norden kommen Prachtkärpflinge bis zum Schari vor, im Süden bis zum Unterlauf des Kasai. Im äußersten, westlichen Afrika von Senegal bis Ghana wird die Gattung von Callopanchax ersetzt.

## Merkmale
Aphyosemion-Arten besitzen einen langgestreckten, vorne im Querschnitt runden Körper und sind in den meisten Fällen äußerst farbenprächtig. Ihre Körperlänge liegt zwischen 2,5 und 9 cm. Die Augen sind relativ groß, das Maul breit, oberständig und mit zahlreichen kleinen Zähnen besetzt. Der Unterkiefer steht etwas vor. Die äußere Zahnreihe besteht meist aus konischen Zähnen. Die Brustflossen setzen relativ niedrig an. Schuppen sind cycloid oder cycloctenoid, die Seitenlinie ist unvollständig, mit Neuromasten auf Kopf und Körper. Prachtkärpflinge besitzen neun (abgeleitet) bis zwanzig (ursprünglich) Chromosomen.
Es besteht ein auffälliger Geschlechtsdimorphismus. Die Männchen sind in den meisten Fällen sehr farbig und verfügen über vergrößerte Flossen, die Weibchen sind eher grau bis bräunlich mit blasserer Zeichnung und farblosen Flossen.

## Lebensweise
Aphyosemion-Arten besiedeln meist kleine Bäche, Tümpel und Rinnsale im Regenwald, aber auch in offenen Feuchtsavannen. Sie sind schlechte Schwimmer, aber gute Springer und ernähren sich vor allem von Insekten, die auf die Wasseroberfläche gefallen sind. Allen ist gemein, dass sie nicht in Schwärmen leben, die Männchen sind untereinander aggressiv, was von Art zu Art in seiner Ausprägung jedoch unterschiedlich ist.
Unter den Aphyosemion-Arten gibt es entsprechend den unterschiedlichen Gewässertypen annuelle Saisonfische, die in periodischen Gewässern leben, semianuelle und nichtanuelle Arten. Die Eier der ersten besitzen eine dicke Hülle und machen eine mehr oder weniger lange Diapause durch. Die Eier werden an Wasserpflanzen oder auf dem Boden abgelegt.
Annuelle Aphyosemion-Arten werden maximal nur ein Jahr alt, die übrigen können etwa drei Jahre alt werden.

## Systematik
Aphyosemion ist eine relativ umfangreiche Gattung, die in verschiedene Untergattungen untergliedert wird. Ein Teil dieser Untergattungen wurde in letzter Zeit in den Gattungrang erhoben (Archiaphyosemion, Callopanchax, Fundulopanchax, Scriptaphyosemion).

## Arten
Die Gattung Aphyosemion umfasst folgende 120 Arten:
- Untergattung Aphyosemion s.s. Myers, 1924

- Aphyosemion castaneum Myers, 1924
- Aphyosemion chauchei Huber & Scheel, 1981 (Chauches Prachtkärpfling)
- Aphyosemion christyi (Boulenger, 1915) (Chrystys Prachtkärpfling)
- Aphyosemion cognatum Meinken, 1951 (Roter Prachtkärpfling)
- Aphyosemion congicum (Ahl, 1924) (Schwarzflossiger Prachtkärpfling)
- Aphyosemion decorsei (Pellegrin, 1904)
- Aphyosemion elegans (Boulenger, 1899) (Eleganter Prachtkärpfling)
- Aphyosemion fellmanni van der Zee & Sonnenberg, 2018
- Aphyosemion ferranti (Boulenger, 1910)
- Aphyosemion lambertorum Radda & Huber, 1977 (Lamberts Prachtkärpfling)
- Aphyosemion lefiniense Woeltjes, 1984 (Lefini-Prachtkärpfling)
- Aphyosemion lujae (Boulenger, 1911)
- Aphyosemion musafirii van der Zee & Sonnenberg, 2011
- Aphyosemion plagitaenium Huber, 2004
- Aphyosemion polli Radda & Pürzl, 1987
- Aphyosemion pseudoelegans Sonnenberg & van der Zee, 2012
- Aphyosemion rectogoense Radda & Huber, 1977
- Aphyosemion schioetzi Huber & Scheel, 1981 (Schioetz Prachtkärpfling)
- Aphyosemion schoutedeni (Boulenger, 1920)
- Aphyosemion teugelsi van der Zee & Sonnenberg, 2010

- Untergattung Caeruleamsemion Valdesalici & Malumbres, 2023[5]

- Aphyosemion aureum Radda, 1980 (Gold-Prachtkärpfling)
- Aphyosemion citrineipinnis Huber & Radda, 1977 (Zitronenflossiger Prachtkärpfling)
- Aphyosemion coeleste Huber & Radda, 1977 (Himmelsblauer Prachtkärpfling)
- Aphyosemion cryptum van der Zee, Walsh, Boukaka Mikembi, Jonker, Alexandre & Sonnenberg, 2018
- Aphyosemion hanneloreae Radda & Pürzl, 1985 (Hannelores Prachtkärpfling)
- Aphyosemion mandoroense van der Zee, Walsh, Boukaka Mikembi, Jonker, Alexandre & Sonnenberg, 2018
- Aphyosemion ocellatum Huber & Radda, 1977 (Schulterfleck-Prachtkärpfling)
- Aphyosemion passaroi Huber, 1994
- Aphyosemion tirbaki Huber, 1999
- Aphyosemion wuendschi Radda & Pürzl, 1985

- Untergattung Chromaphyosemion Radda, 1971 Gebänderter Prachtkärpfling (Aphyosemion bivittatum)
  - A. alpha-Komplex
    - Aphyosemion alpha Huber, 1998

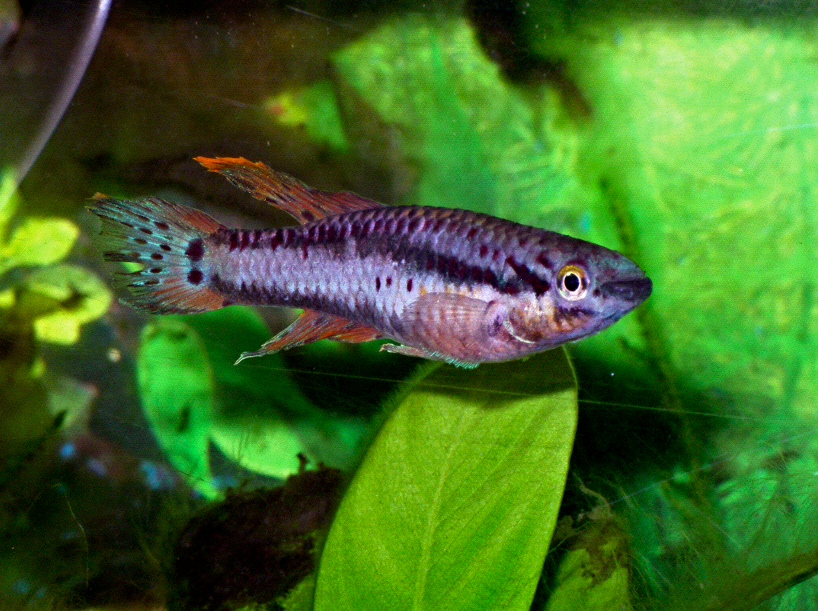
Gebänderter Prachtkärpfling (Aphyosemion bivittatum)

    - Aphyosemion aurantiacum Chirio, Legros & Agnèse, 2018
    - Aphyosemion barakoniense Chirio, Legros & Agnèse, 2018
    - Aphyosemion flammulatum Chirio, Legros & Agnèse, 2018
    - Aphyosemion flavocyaneum Chirio, Legros & Agnèse, 2018
    - Aphyosemion pusillum Chirio, Legros & Agnèse, 2018
    - Aphyosemion rubrogaster Chirio, Legros & Agnèse, 2018

  - A. lugens-Komplex
    - Aphyosemion lugens Amiet, 1991
    - Aphyosemion melinoeides (Sonnenberg, 2007)

  - A. bivittatum-Komplex
    - Aphyosemion bitaeniatum (Ahl, 1924) (Vielfarbiger Prachtkärpfling)
    - Aphyosemion bivittatum (Lönnberg, 1895) (Gebänderter Prachtkärpfling)

  - A. kouamense-Komplex
    - Aphyosemion ecucuense (Sonnenberg, 2008)
    - Aphyosemion erythron (Sonnenberg, 2008)
    - Aphyosemion kouamense Legros, 1999
    - Aphyosemion malumbresi Legros & Zentz, 2006
    - Aphyosemion melanogaster (Legros, Zentz & Agnèse, 2005)

  - A. riggenbachi-Komplex
    - Aphyosemion riggenbachi (Ahl, 1924)

  - A. loennbergii-Komplex
    - Aphyosemion koungueense (Sonnenberg, 2007)
    - Aphyosemion loennbergii (Boulenger, 1903) (Loennbergs Prachtkärpfling)
    - Aphyosemion omega (Sonnenberg, 2007)
    - Aphyosemion pamaense Agnèse, Legros, Cazaux & Estivals, 2013
    - Aphyosemion poliaki Amiet, 1991 (Poliaks Prachtkärpfling)
    - Aphyosemion punctulatum (Legros, Zentz & Agnèse, 2005) (Punktierter Prachtkärpfling)
    - Aphyosemion splendopleure (Brüning, 1929) (Glanzflossen-Prachtkärpfling)
    - Aphyosemion volcanum Radda & Wildekamp, 1977 (Vulkan-Prachtkärpfling)
- Untergattung Diapteron Huber & Seegers, 1977

- Aphyosemion abacinum Huber, 1976
- Aphyosemion cyanostictum Lambert & Géry, 1968
- Aphyosemion fulgens Radda, 1975
- Aphyosemion georgiae Lambert & Géry, 1968
- Aphyosemion seegersi Huber, 1980

- Untergattung Episemion Radda & Pürzl, 1987

- Aphyosemion callipteron (Radda & Pürzl, 1987)
- Aphyosemion krystallinoron (Sonnenberg, Blum & Misof, 2006)

- Untergattung Iconisemion Huber, 2013 Aphyosemion striatum, Pärchen
  - A. escherichi-Komplex
    - Aphyosemion bitteri Valdesalici & Eberl, 2016

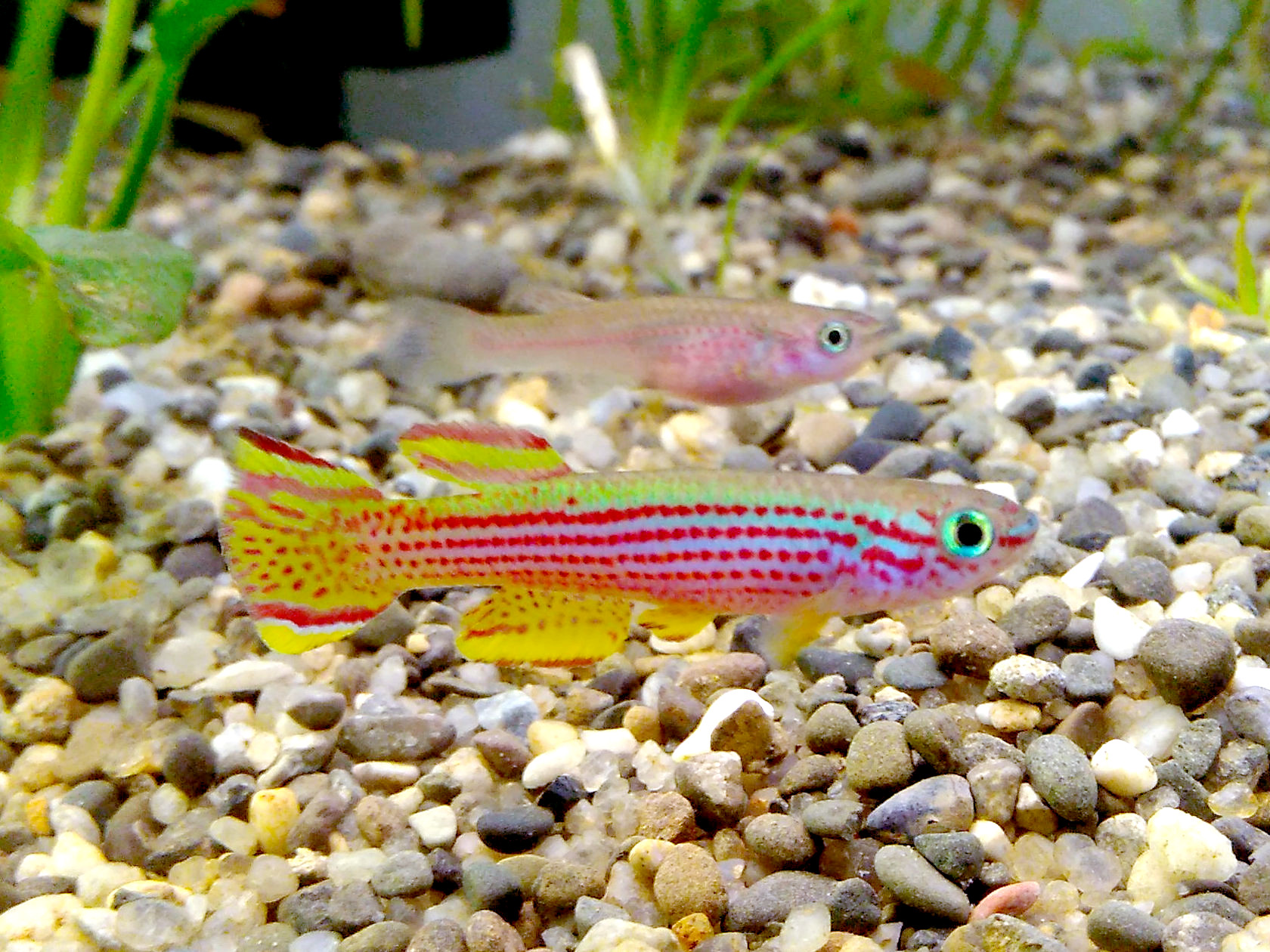
Aphyosemion striatum, Pärchen

    - Aphyosemion escherichi (Ahl, 1924)
    - Aphyosemion grelli Valdesalici & Eberl, 2013
    - Aphyosemion hofmanni Radda, 1980 (Hofmanns Prachtkärpfling)
    - Aphyosemion joergenscheeli Huber & Radda, 1977
    - Aphyosemion mengilai Valdesalici & Eberl, 2014
    - Aphyosemion microphtalmum Lambert & Géry, 1968

  - A. striatum-Komplex
    - Aphyosemion gabunense Radda, 1975 (Gabun-Prachtkärpfling)
      - Aphyosemion gabunense boehmi Radda & Huber, 1977
      - Aphyosemion gabunense gabunense Radda, 1975
      - Aphyosemion gabunense marginatum Radda & Huber, 1977

    - Aphyosemion striatum (Boulenger, 1911)

  - A. exigoideum-Komplex
    - Aphyosemion exigoideum Radda & Huber, 1977
    - Aphyosemion primigenium Radda & Huber, 1977

  - A. hera
    - Aphyosemion hera Huber, 1998

  - A. ogoense-Komplex
    - Aphyosemion caudofasciatum Huber & Radda, 1979 (Schwanzstreifen-Prachtkärpfling)
    - Aphyosemion cyanoflavum van der Zee, Walsh, Boukaka Mikembi, Jonker, Alexandre & Sonnenberg, 2018
    - Aphyosemion jeanhuberi Valdesalici & Eberl, 2015
    - Aphyosemion louessense (Pellegrin, 1931)
    - Aphyosemion ogoense (Pellegrin, 1930) (Rotpunkt-Prachtkärpfling)
    - Aphyosemion ottogartneri Radda, 1980
    - Aphyosemion pyrophore Huber & Radda, 1979
    - Aphyosemion thysi Radda & Huber, 1978 (Thys Prachtkärpfling)
    - Aphyosemion zygaima Huber, 1981 (Mindouli-Prachtkärpfling)
- Untergattung Kathetys Huber, 1977 Aphyosemion elberti

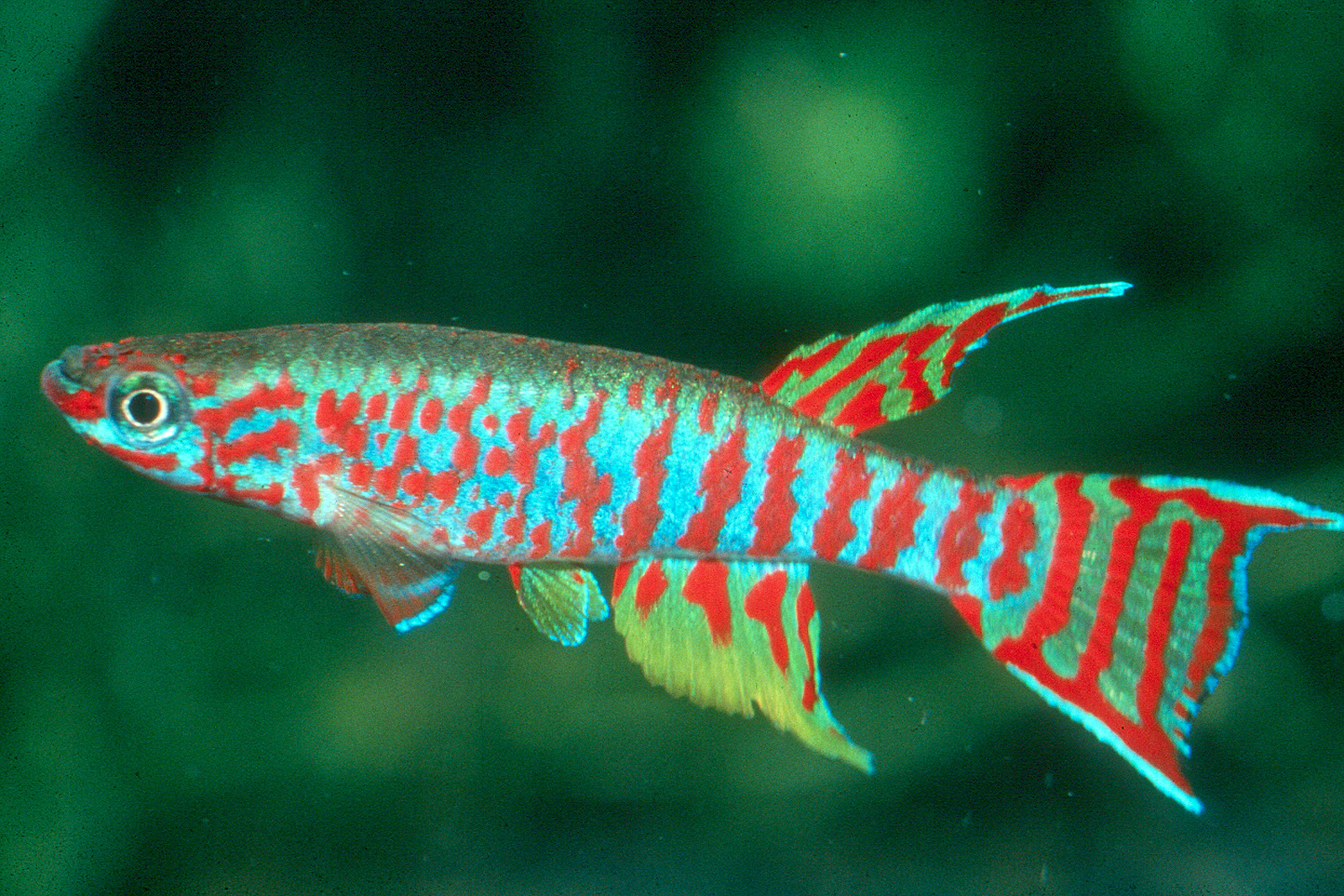
Aphyosemion elberti

- Aphyosemion bamilekorum Radda, 1971 (Bamileke-Prachtkärpfling)
- Aphyosemion bualanum (Ahl, 1924)
- Aphyosemion dargei Amiet, 1987 (Mbam-Prachtkärpfling)
- Aphyosemion elberti (Ahl, 1924) (Rotstreifen-Prachtkärpfling)
- Aphyosemion exiguum (Boulenger, 1911)

- Untergattung Mesoaphyosemion Radda, 1977

- Aphyosemion amoenum Radda & Pürzl, 1976
- Aphyosemion cameronense (Boulenger, 1903) (Kamerun-Prachtkärpfling)
- Aphyosemion etsamense Sonnenberg & Blum, 2005
- Aphyosemion haasi Radda & Pürzl, 1976
- Aphyosemion halleri Radda & Pürzl, 1976
- Aphyosemion lorai Valdesalici & Malumbres, 2023
- Aphyosemion losantosi (Malumbres, Sonnenberg & van der Zee, 2022)
- Aphyosemion maculatum Radda & Pürzl, 1977 (Gefleckter Prachtkärpfling)
- Aphyosemion mimbon Huber, 1977
- Aphyosemion montealenense (Malumbres, Sonnenberg & van der Zee, 2022)
- Aphyosemion obscurum (Ahl, 1924)
- Aphyosemion raddai Scheel, 1975 (Raddas Prachtkärpfling)

- Untergattung Raddaella Huber, 1977

- Aphyosemion batesii (Boulenger, 1911)

- Untergattung Scheelsemion Huber, 2013

- Aphyosemion ahli Myers, 1933 (Ahls Prachtkärpfling)
- Aphyosemion australe (Rachow, 1921) (Bunter Prachtkärpfling)
- Aphyosemion calliurum (Boulenger, 1911) (Rotsaum Prachtkärpfling)
- Aphyosemion campomaanense Agnèse, Brummett, Caminade, Catalan & Kornobis, 2009
- Aphyosemion celiae Scheel, 1971 (Celias Prachtkärpfling)

- Aphyosemion celiae celiae Scheel, 1971
- Aphyosemion celiae winifredae Radda & Scheel, 1975

- Aphyosemion edeanum Amiet, 1987 (Edea-Prachtkärpfling)
- Aphyosemion franzwerneri Scheel, 1971 (Werners Prachtkärpfling)
- Aphyosemion heinemanni Berkenkamp, 1983 (Heinemanns Prachtkärpfling)
- Aphyosemion lividum Legros & Zentz, 2007
- Aphyosemion pascheni (Ahl, 1928)

- Aphyosemion pascheni pascheni (Ahl, 1928)
- Aphyosemion pascheni festivum Amiet, 1987

- A. herzogi-Gruppe

- Aphyosemion bochtleri Radda, 1975
- Aphyosemion herzogi Radda, 1975 (Herzogs Prachtkärpfling)
- Aphyosemion mitemelense Malumbres, Sonnenberg & van der Zee, 2022

- A. labarrei

- Aphyosemion labarrei Poll, 1951

- A. wachtersi-Gruppe

- Aphyosemion buytaerti Radda & Huber, 1978 (Buytaerts Prachtkärpfling)
- Aphyosemion schluppi Radda & Huber, 1978 (Schlupps Prachtkärpfling)
- Aphyosemion wachtersi Radda & Huber, 1978 (Wachters Prachtkärpfling)

- Aphyosemion wachtersi mikeae Radda, 1980
- Aphyosemion wachtersi wachtersi Radda & Huber, 1978

- A. wildekampi-Gruppe

- Aphyosemion punctatum Radda & Pürzl, 1977
- Aphyosemion wildekampi Berkenkamp, 1973 (Wildekamps Prachtkärpfling)